# Riccia sorocarpa
Riccia sorocarpa là một loài rêu trong họ Ricciaceae. Loài này được Bisch. mô tả khoa học đầu tiên năm 1835.